# Alain Rousset
Pour les articles homonymes, voir Rousset.
Alain Rousset, né le 16 février 1951 à Chazelles-sur-Lyon (Loire), est un homme politique français, membre du Parti socialiste. Président de la région Aquitaine de 1998 à 2015 et président de l'Association des régions de France de 2004 à 2016, il est président du conseil régional de Nouvelle-Aquitaine depuis 2016 et député de la Gironde de 2007 à 2017.

## Biographie

### Jeunesse, formation et parcours professionnel
Alain Rousset naît dans la région du Forez, à Chazelles-sur-Lyon, capitale française du chapeau de feutre, en déclin au début des années 1970. Ses parents et autres membres de sa famille sont ouvriers, employés dans les chapelleries de la ville. Son père était un militant de la Jeunesse ouvrière chrétienne (JOC). Sa famille fut active dans la Résistance, ce qui emmène ses parents à être gaullistes. Le jeune Alain est élevé dans le catholicisme militant.
Sa scolarité se passe au collège rural et religieux des Frères maristes de Chazelles, puis en 1966 comme interne au Lycée Claude-Fauriel de Saint-Etienne en section littéraire. Il obtient son baccalauréat en juin 1969 et s’inscrit en septembre en première année de Droit et Sciences économiques à l’université de Lyon. Il réussit le concours d’admission à l'Institut d'études politiques de Paris (« Sciences Po ») et entre en première année, en septembre 1970, tout en continuant son droit. Il y fait connaissance de Jean-Maurice Ripert et de Claudine Landler, future épouse de ce dernier, de François Hollande, d'Alain Anziani qui deviendra son ami, et de Dominique Bussereau. Il redouble sa première année à Sciences Po, et obtient sa licence de droit en 1972. Il est également diplômé d'études supérieures juridiques. Il est enfin diplômé de Sciences Po, section « service public » en 1974. Naturellement, il prépare le concours d’entrée à l'ENA mais échoue ainsi qu’à ceux d’administrateur des services de l'Assemblée nationale ou d'administrateur du Sénat. Après son échec au concours de l'ENA, il enseigne l'économie, l'histoire-géographie dans un lycée. Puis grâce à sa camarade de Sciences Po, Claudine Landler, il est embauché au ministère de l'Industrie pour travailler sur la récupération de chaleur des centrales nucléaires, vue sous l'angle économique et politique.
Il adhère au Parti socialiste en 1973-1974 et crée avec Alain Anziani une section socialiste à la cité universitaire de Châtenay-Malabry. Il fait la connaissance de sa future épouse Murielle, professeur d’allemand, et du beau-père de celle-ci, Henri Stootz, dirigeant national d'après-guerre de la Jeunesse étudiante chrétienne (JEC) et proche d'André Labarrère. Grâce à son beau-père, il prend contact avec André Labarrère, et lorsque celui-ci est élu à la présidence de la Région Aquitaine quelques mois plus tard, il est pris comme directeur de son cabinet puis de celui de Philippe Madrelle, présidents socialistes successifs du conseil régional d'Aquitaine, de 1979 à 1985. Nouveau venu en Aquitaine, il découvre la région grâce à Jean-Louis Breteau, directeur de cabinet du président du Conseil économique et social.
Au changement de majorité au conseil régional d'Aquitaine, présidé en 1985 par Jacques-Chaban-Delmas, il perd son poste de directeur de cabinet. Il trouve un emploi chez Elf Aquitaine, alors entreprise publique, sur une mission de reconversion industrielle du bassin de Lacq en liaison avec le ministère de l'Industrie, de 1986 à 1998. Elu maire de Pessac en 1989, il travaille à mi-temps sur cette mission.

### Carrière politique

#### Maire de Pessac
Il obtient son premier mandat électif en 1988 en se faisant élire conseiller général de la Gironde pour le canton de Pessac-2, en battant le sortant du Rassemblement pour la République (RPR), Robert Sicre. Réélu en 1994, il devient alors le 1er vice-président de l'assemblée départementale, secondant son président Philippe Madrelle, en étant chargé du secteur de la solidarité. Il reste conseiller général jusqu'en 1998, date de son arrivée à la tête de l'exécutif régional.
Mais surtout, son implantation locale à Pessac est concrétisée par son élection comme maire de cette commune de la banlieue ouest de Bordeaux, lors des élections municipales de 1989. Il bat alors, au second tour, le sortant RPR Jean-Claude Dalbos avec 53,6 % des suffrages exprimés. Il est ensuite réélu dès le premier tour en 1995 (réunissant 65,51 % des scrutins) et en 2001 (obtenant 70,73 % des voix). À la tête de la troisième commune de l'agglomération bordelaise en nombre d'habitants, il devient bientôt l'une des principales figures de l'opposition aux maires RPR successifs de Bordeaux Jacques Chaban-Delmas puis Alain Juppé au sein de la Communauté urbaine de Bordeaux (CUB) dont il est l'un des vice-présidents de 1989 à 2004. En 2001, il décide, pour raisons de cumul de mandats, de laisser son fauteuil de premier magistrat à l'un de ses suivants de liste, Pierre Auger, mais reste 1er adjoint délégué aux grands projets, au développement économique et à l'emploi jusqu'à son élection comme député en 2007, ainsi que vice-président de la CUB (bien que la gauche soit désormais majoritaire d'une voix au sein de cet établissement intercommunal, Alain Juppé avait été réélu à la présidence en 2001 face à Alain Rousset grâce à deux voix dissidentes) jusqu'en 2004.
Le 17 décembre 2004, il profite de la mise en retrait momentanée d'Alain Juppé de la vie politique locale et nationale (à la suite de sa condamnation judiciaire) pour prendre la tête de la Communauté urbaine, grâce à un « accord de gestion » passé avec la droite qui ne présente aucun candidat contre lui. Il le reste là encore jusqu'à son élection à l'Assemblée nationale en 2007, laissant alors sa place à un autre maire socialiste, celui de Blanquefort Vincent Feltesse.
En 2014, il fait partie de la liste de Jean Jacques Benoit pour les élections municipales à Pessac. Il est en dernière position de celle-ci. Sa liste est battue au second tour à la faveur du candidat de l'union de la droite et du centre, Franck Raynal.

#### Président de la région Aquitaine

##### Premier mandat (1998-2004)
Aux élections régionales du 15 mars 1998, il est choisi pour remplacer Henri Emmanuelli (d'abord désigné, mais frappé le 16 décembre 1997 par une condamnation à deux ans de privation des droits civiques dans le cadre du procès sur l'affaire Urba) comme chef de file régional des socialistes contre la majorité sortante RPR-UDF de Jacques Valade, en étant plus particulièrement la tête de liste PS en Gironde. Il fait campagne en présentant l'Aquitaine comme « une région qui s'endort » et la droite comme étant « incapable » de la réveiller, tout en ne réussissant pas à unifier dans une liste unique l'ensemble de la gauche plurielle, au pouvoir sur le plan national depuis l'année précédente. En Gironde, il rassemble néanmoins derrière lui le Parti radical de gauche (PRG) et le Mouvement des citoyens (MDC). Ainsi, il doit faire face à son relatif manque de notoriété sur la scène régionale et aux candidatures dissidentes des Verts du député-maire de Bègles et conseiller régional sortant Noël Mamère dans les cinq départements et au Parti communiste français (PCF) dans trois départements sur cinq (l'union n'a été possible avec les communistes qu'en Dordogne et en Lot-et-Garonne), dont surtout en Gironde avec pour tête de liste le maire de Fargues (et lui aussi élu sortant de l'assemblée d'Aquitaine) Pierre Augey.
Le jour du scrutin, sa liste en Gironde talonne celle de Jacques Valade, avec 127 316 voix (27,72 % des suffrages exprimés) et 12 sièges sur les 36 à pourvoir de ce département, soit seulement 263 votes de moins (soit un écart de 0,05 points) avec l'union RPR-UDF du président sortant, et autant d'élus. S'y ajoutent, dans cette même préfecture, les 7,23 % et 3 conseillers régionaux obtenus par le PCF de Pierre Augey et les 6,58 % et 2 élus Verts de Noël Mamère. Sur l'ensemble de la région, le PS totalise 28 sièges (8 de plus que dans le conseil de la fin de la précédente mandature), soit autant que la majorité de droite sortante (3 de moins qu'avant le scrutin, pour 15 UDF et 13 RPR), associés à 8 communistes (2 de plus), 3 Verts (1 de plus) et 1 MDC (1 de plus) : la gauche plurielle détient alors 40 des 85 élus du conseil régional d'Aquitaine, soit un gain de 12 sièges par rapport à l'assemblée sortante. Les 8 conseillers de Chasse, pêche, nature et traditions (CPNT, 2 de moins) et les 9 membres du Front national (1 de plus) se posent, comme 6 ans auparavant, comme les parti charnières, empêchant toute majorité absolue. Jacques Valade ayant refusé les voix du FN, Alain Rousset est élu président du conseil régional d'Aquitaine le 20 mars 1998, à la majorité relative au troisième tour, avec les 40 voix des élus de gauche plurielle, contre 28 à Jacques Valade, 9 au FN Jacques Colombier et 8 au président de CPNT Jean Saint-Josse. C'est la première fois depuis l'élection au suffrage universel direct des conseils régionaux en 1986 que l'Aquitaine revient à la gauche, qui avait auparavant déjà dirigé la région de 1979 à 1985.
Son premier mandat est marqué par la signature du contrat de plan État-Région 2000-2006 et par le lancement du schéma régional d'aménagement et de développement du territoire (SRADT), dit « Aquitaine Horizon 2020 », en 2003. La démarche d'élaboration de ces deux plans est présentée devant le conseil régional le 19 octobre 1998 : elle s'articule autour d'une « Conférence Aquitaine », réunie régulièrement à partir du 20 janvier 1999, ainsi que de 18 ateliers de réflexion thématiques, sectoriels et territoriaux formés le 19 novembre 1999, voulus pour mettre en concertation le conseil régional avec les autres acteurs publics en Aquitaine (État, départements et principales agglomérations). À la suite du résultat de cette conférence et de ses ateliers, le contrat de plan État-région 2000-2006 est adopté par le Conseil régional les 27 et 28 mars 2000 et finalement signé avec le représentant de l'État le 19 avril suivant, pour un montant de 1.45 milliard d’euros. Il donne alors une grande importance au développement des infrastructures de transports (945,18 millions d'euros, dont 533,57 pour les équipements routiers et 411,61 pour le ferroviaire, le transport combiné et le développement portuaire). Il prévoit notamment de rouvrir la ligne ferroviaire transfrontalière Pau - Canfranc - Saragosse (fermée partiellement en 1970, la relance du tronçon Oloron - Bedous a été annoncé en 2007 et les travaux ont commencé en 2008), de « supprimer le bouchon ferroviaire de Bordeaux » en développant de nouvelles interconnexions vers l'Espagne, Toulouse ou le Massif central ou encore réaliser « une liaison rapide et sûre à vocation autoroutière entre Bordeaux et Pau pour l’horizon 2010 » (ce qui affirme l'attachement des différents acteurs, et notamment d'Alain Rousset, du projet de l'A65 initié en 1995 : la consultation des principales collectivités territoriales, chambres consulaires et associations représentatives pour la comparaison des différentes bandes de 300 mètres est menée de mai à juin 2001, la décision ministérielle sur le choix de la bande de 300 mètres est finalement donnée le 7 janvier 2002 et l'appel de candidatures pour la mise en concession est lancé le 18 juin 2003, pour des travaux qui ont finalement commencé en 2008 et une ouverture, après une forte opposition des mouvements écologistes mais le soutien indéfectible d'Alain Rousset, le 16 décembre 2010).
Le premier volet du schéma « Aquitaine Horizon 2020 », lui aussi élaboré, tout au long de l'année 2003, dans le cadre de la « Conférence Aquitaine » et d'« États généraux du SRADDT », a permis également de démontrer l'attachement de l'exécutif régional, emmené par Rousset, de voir se réaliser la ligne à grande vitesse (LGV) Sud Europe Atlantique (prolongement de la LGV Atlantique jusqu'à Bordeaux, pour ensuite rejoindre de là l'Espagne par la LGV Bordeaux-Espagne d'une part et Toulouse par la LGV Bordeaux - Toulouse d'autre part, d'ici à 2020). Initié en 1992, ce projet est véritablement relancé à partir de cette date, tant pour la ligne Sud Europe Atlantique (lancement des études d'Avant-Projet Sommaire pour la Phase 1 de travaux d'Angoulême à Bordeaux entre 2001 et 2003, et pour la Phase 2 de Tours à Angoulême entre 2004 et 2006, suivies des études d'utilité publique respectivement de février à mars 2005 et d'octobre à décembre 2007, des débuts de travaux prévus en 2011 et 2011 et finalement une mise en service espérée en 2015-2016) que pour les deux autres parcours de TGV (pour la LGV Bordeaux-Espagne : menée des études préalables en 2004 et 2005 et ouverture d'un débat public en 2006, et une mise en service voulue d'ici à 2020, malgré une polémique apparue en mai 2009 sur le tronçon Bordeaux-Bayonne ; pour la LGV Bordeaux - Toulouse : les études préalables sont menées en 2002 et 2003, puis le projet est retenu par le Comité interministériel d'Aménagement et de Développement du Territoire le 18 décembre 2003, suivi d'un débat public de juin à novembre 2005). Le 20 juin 2002, Alain Rousset a pris la présidence de l'association « Priorité TGV Sud Europe Atlantique » (qui réunit les quatre régions françaises d'Aquitaine, du Centre-Val de Loire, Midi-Pyrénées et Poitou-Charentes, les six communautés autonomes espagnoles des Asturies, d'Euskadi, de Cantabrie, de Castille-et-León, de Galice et de Navarre ainsi que les Commissions de coordination des Régions portugaises du Nord et du Centre). Il bénéficie sur tous ces dossiers d'un fort soutien également de la droite et du centre régionaux, notamment d'Alain Juppé ou François Bayrou.

##### Deuxième mandat (2004-2010)
Alain Rousset se présente à sa propre succession aux élections régionales des 21 et 28 mars 2004, marquées par un nouveau mode de scrutin (scrutin qui reste proportionnel mais à deux tours avec prime majoritaire, et avec désormais des listes candidates à l'échelle régionale comportant des « sections départementales »). Le président réussit cette fois à monter une liste d'union entre le PS, les Verts et le PRG, tandis que seul le PCF fait campagne à part sous la direction de la conseillère régionale sortante Annie Guilhamet. Il a deux adversaires principaux : le ministre délégué à l'Enseignement scolaire de l'époque et premier adjoint au maire de Périgueux (ancien premier magistrat de cette commune de 1997 à 2002) Xavier Darcos pour l'Union pour un mouvement populaire (UMP, nouveau grand parti de droite créé en 2002 pour soutenir le président réélu Jacques Chirac), d'une part, et le député des Pyrénées-Atlantiques et président de l'UDF François Bayrou, qui décide de se présenter sur la section départementale de Gironde de sa liste et se présente comme le troisième homme capable de ravir des voix tant à la gauche qu'à la droite. Rapidement, Rousset et Darcos orientent tous deux leurs attaques contre le candidat centriste, le président du conseil régional déclarant à son sujet : « Bas les masques ! Bayrou, c'est le vrai faux opposant qui n'assume pas sa position à droite. Je découvre par ailleurs le vide sidéral d'un homme politique qui s'est tout de même présenté à la présidentielle », et dénonçant en lui du « poujadisme », ou encore que : « C'est un candidat fantôme, qui survole l'Aquitaine en avion et découvre la région au fur et à mesure de la campagne. Je ne comprends pas sa popularité ». Il mène d'autre part une campagne active sur internet.
Finalement, dans un contexte national marqué par une forte poussée de la gauche, Alain Rousset et sa liste d'union de la gauche hors PCF (qui, avec 4,35 % des suffrages, se voit empêché de fusionner pour le second tour) arrivent largement en tête, avec 516 392 votes (38,42 %) et plus du double du score de l'UMP Xavier Darcos, arrivé second avec 247 232 voix (18,4 %), et de l'UDF François Bayrou et ses 215 796 suffrages (16,06 %). Le FN, toujours mené par Jacques Colombier, est la quatrième liste à réaliser un score lui permettant de se maintenir au second tour, avec 11,45 % des voix. Au second tour, malgré une fusion de l'UMP et de l'UDF derrière Xavier Darcos, Alain Rousset est nettement réélu avec 769 893 bulletins prononcés en sa faveur (54,87 %) et une majorité absolue de 57 sièges (dont 43 socialistes, 9 Verts, 1 PRG et 4 Divers gauche) sur 85, contre 469 386 votes (33,46 %) et 21 élus (12 UMP et 9 UDF) à la liste Darcos et 163 731 suffrages (11,67 %) et 7 conseillers pour le FN,.
Fort désormais d'une très nette majorité absolue au Conseil régional, le poids politique local d'Alain Rousset est également renforcé par le fait qu'il préside également, pendant une grande partie de ce deuxième mandat, la Communauté urbaine de Bordeaux de décembre 2004 à juillet 2007, tout en étant porté le 28 avril 2004 à la présidence de l'Association des régions de France (ARF), désormais très nettement marquée à gauche (avec 24 présidents de région sur 26 issus de ce camp politique, dont 21 socialistes). À ce titre, il est l'un des meneurs de la fronde des dirigeants socialistes de collectivités locales contre la réforme de l'acte II de la décentralisation proposé par le gouvernement de Jean-Pierre Raffarin, qu'il qualifie de « hold-up », de « retrait de l'État » voire de « désengagement massif de l'État » en ne jugeant pas suffisants les transferts financiers accompagnant les nouvelles compétences que doivent prendre en charge les territoires, les mettant, selon lui, en difficulté budgétaire et dans l'obligation d'augmenter les impôts locaux,,. Lui-même fait voter dans sa région une augmentation des taxes foncières, le taux d'imposition foncier en Aquitaine passant ainsi à 3,11 % en 2005, alors qu'il n'était que 2,7 % en 2004. Mais il le maintient ensuite à un niveau stable, à 3,17 %, à partir de 2006. L'impôt foncier par habitant se situe ainsi en moyenne à 30,95 euros, contre 22,42 euros en 2004 et une augmentation 38,01 %, ce qui, selon le site Linternaute.com, le place en 19e position sur 22 régions en termes d'augmentation de la fiscalité, se plaçant derrière l'Alsace notamment (l'une des deux seules régions, avec la Corse, avec la Corse, à être restée à droite : elle est placée par Linternaute.com en 14e position avec une croissance estimée entre 2004 et 2009 de 45,04 %, mais avec un taux d'imposition qui reste nettement inférieur à celui de l'Aquitaine, à 1,93 %, du fait que le niveau d'origine était particulièrement bas).
Par la suite, sous la présidence de Nicolas Sarkozy, il s'oppose fortement aux conclusions des Commissions Attali de 2008 (notamment celle de supprimer les départements) et Balladur de 2009 et à la réforme des collectivités territoriales. Dans un entretien accordé à Libération, publié le 4 décembre 2008, il présente sa vision de la décentralisation, estimant notamment que : « L’important est de procéder à une clarification des compétences en déterminant des blocs bien lisibles. On se retrouve avec des tours de table pléthoriques qui entraînent des surcoûts et un temps trop long de la décision publique. Au lieu de faire du Meccano institutionnel, réglons ces problèmes de doublons ». Il s'oppose dans le même temps au rapprochement proposé entre départements et régions, notamment sur le mode électoral, les présentant comme « deux collectivités aux logiques différentes », soit : « Le département a pour logique la proximité. La région mène une politique moins territoriale, plus immatérielle. Elle voit à long terme en pensant innovation, recherche, formation. Garder une collectivité qui se préoccupe de l’avenir est indispensable ».
Sur le plan de la politique régional, son deuxième mandat a surtout été marqué par la création, en coopération avec son homologue de la région Midi-Pyrénées Martin Malvy, du pôle de compétitivité de portée mondiale Aerospace Valley en 2005, autour de la recherche et des nouvelles industries sur l'aéronautique, l'espace et les systèmes embarqués. L'Aquitaine est aussi l'une des premières régions à développer le cadencement ferroviaire : les TER Aquitaine sont ainsi en grande partie cadencés depuis juillet 2008. La charte du Schéma Régional d'Aménagement et de Développement Durable du Territoire (SRADDT) "Aquitaine Horizon 2020"  est adoptée définitivement en juin 2006, après une concertation reposant sur une vingtaine de conférences territoriales et des États Généraux réunissant un millier de personnes . La 5e génération de CPER (nouvellement dénommé « contrat de projets »), portant sur la période 2007-2013, est également négociée avec l'État, avec une signature le 15 septembre 2006. S'appuyant sur la stratégie régionale définie dans le SRADDT et les orientations du Comité Interministériel d'Aménagement et de Compétitivité des Territoires (CIACT) de mars 2006, 10 grands projets sont lancés pour un montant total de 1.3 milliard d'euros de crédits de l'État et de la Région, dans les domaines de la compétitivité et de l'attractivité des territoires, du développement durable, ainsi que de la cohésion sociale et territoriale.
À la fin de la mandature, Alain Rousset doit faire face à de plus en plus de dissensions au sein de sa majorité, notamment avec une opposition de plus en plus vive des Verts au projet de la LGV ou de l'A65 (controversé en Aquitaine par les associations écologistes : l'autoroute doit traverser les coteaux du Béarn ainsi que les zones humides des Landes où vivent des espèces protégées tels le vison ou l'écrevisse à pattes blanches, cette dernière ayant disparu en septembre 2008 à la suite d'un incident). Lorsqu'en septembre 2009, Alain Rousset présente un projet de « fonds carbone » destiné à compenser la construction de cet axe autoroutier, les conseillers régionaux Verts s'y opposent fortement, parlant d'« écologie bling bling » et estimant que : « Nous ne sommes pas contre la compensation mais ce fonds est une tartufferie écologique, renchérissent les Verts. Compenser avec des fonds publics, c'est aberrant. Rousset enterre le principe du pollueur-payeur. Ce n'est pas aux contribuables de payer mais au constructeur Eiffage. C'est la négation de l'écologie ». Plus tard, concernant la LGV, qui devient rapidement l'un des thèmes centraux des élections régionales de 2010. Ainsi, en janvier 2010, le député-maire de Bègles, et figure nationale des Verts et d'Europe Écologie, Noël Mamère, déclare que : « La LGV va être un des enjeux principaux des élections régionales. Il ne sera pas possible pour les écologistes de construire une majorité avec les socialistes si on ne revoit pas la copie ». Ce à quoi Alain Rousset répond que sa majorité, au Conseil régional, qui comprend notamment les élus du parti écologiste, a voté le projet de LGV dans le Sud-Ouest, mais aussi que « les Verts soutiennent partout la LGV. Pourquoi Europe Écologie est le seul groupe qui s’oppose en Aquitaine ? ». Dans un communiqué du 13 janvier 2011, Europe Écologie Aquitaine rétorque à son tour que la position nationale des Verts, au niveau national, est « parfaitement claire et cohérente » en considérant que « la construction de nouvelles LGV n’est plus la réponse adaptée pour compléter le réseau des LGV existant à l’heure où, partout, il est urgent de prendre en compte les besoins sociaux et la dimension environnementale », et que « Alain Rousset travestit totalement la position des Verts au niveau national, dans le but de faire croire qu’il existerait des contradictions entre les écologistes aquitains et ceux des autres régions sur les projets de LGV ».
En décembre 2009, selon un sondage LH2, 40 % des personnes interrogées en Aquitaine citent spontanément Alain Rousset lorsqu'on leur demande le nom de leur président de région, ce qui en fait le cinquième chef d'exécutif régional le plus connu, loin derrière Ségolène Royal en Poitou-Charentes et Georges Frêche dans le Languedoc-Roussillon, mais pratiquement à égalité avec Martin Malvy dans les Midi-Pyrénées et Michel Vauzelle en Provence-Alpes-Côte d'Azur. De plus, sur les 60 % ne le citant pas spontanément, 40 % répondent tout de même savoir qu'Alain Rousset est leur président de région après qu'on leur a dit son nom. En tout, seulement 36 % des personnes ayant répondu au sondage ne le connaissent pas. Dans son palmarès des patrons de régions 2010 publié le 24 février 2010, le magazine L'Expansion place l'Aquitaine et son président de Conseil régional en 7e position des exécutifs régionaux les mieux gérés sur 21 (ils étaient au 16e rang en 2004), et notamment 3e pour la capacité de désendettement (derrière les Midi-Pyrénées de Martin Malvy et la Haute-Normandie d'Alain Le Vern), 5e pour les impôts par habitant (derrière les Pays de la Loire de Jacques Auxiette, la région Poitou-Charentes de Ségolène Royal, la Bretagne de Jean-Yves Le Drian et la Bourgogne de François Patriat) et la 8e pour les efforts d'investissement, mais en 13e pour les charges de la décentralisation et en 18e pour le poids des frais de personnel. Le mensuel économique résume ainsi son analyse de l'action d'Alain Rousset en Aquitaine : « Une région plutôt aisée, qui prélève peu, investit activement mais mène grand train côté frais de personnel ».

##### Troisième mandat (2010-2015)
De nouveau investi par le PS pour les élections régionales en Aquitaine, il n'est rallié cette fois que par le PRG et le Mouvement républicain et citoyen (MRC). Comme en 1998, il a en effet face à lui une candidature verte sous l'étiquette Europe Écologie (ouverte aux mouvements régionalistes du Partit occitan et Eusko Alkartasuna) menée par la conseillère régionale sortante des Verts Monique de Marco et la fille de José Bové, Marie Bové, comme tête de liste en Gironde. S'y ajoute le Front de gauche, qui allie le PCF au Parti de gauche (PG), la Gauche unitaire (GU), Les Alternatifs et le Mouvement politique d'éducation populaire (M'PEP), avec pour chef de file Gérard Boulanger, avocat des parties civiles lors de l'affaire Papon et président d'honneur de la LDH (Ligue des droits de l'homme). La Majorité présidentielle rassemble autour de l'UMP le Nouveau Centre (NC), CPNT et La Gauche moderne (LGM), avec, comme en 2004, pour tête de liste régionale (et cette fois-ci également dans la section départementale de Gironde) Xavier Darcos, désormais ministre du Travail, des Relations sociales, de la Famille, de la Solidarité et de la Ville (et qui s'est fait battre à la mairie de Périgueux en 2008 par le socialiste Michel Moyrand, qui mène la liste Rousset en Dordogne). Les centristes pro-Bayrou du Mouvement démocrate (MoDem) sont pour leur part cette fois rassemblés derrière le député-maire de Lourdios-Ichère dans les Pyrénées-Atlantiques Jean Lassalle, qui lui aussi choisit lors de ce scrutin de changer de département pour sa candidature puisqu'il est tête de liste en Gironde.
Alain Rousset réussit alors à obtenir un score pratiquement aussi élevé qu'en 2004 au premier tour (alors qu'il n'a plus le soutien des Verts), avec 406 871 voix (37,63 %) contre 238 367 (22,05 %) à Xavier Darcos et 112 737 (10,43 %) à Jean Lassalle. Pour le second tour, il fusionne sa liste avec celles d'Europe Écologie (9,75 %) et du Front de gauche (5,95 %) pour donner une Union de la gauche, totalisant 643 763 votes (56,33 %) et 58 sièges (40 PS, 9 Europe Écologie, 2 PG, 1 PCF, 1 Partit occitan, 1 PRG, 1 MRC et 3 Divers gauche) sur 85, soit plus du double que les 320 137 suffrages (28,01 %) et 17 élus (13 UMP, 2 NC, 1 CPNT et 1 Divers droite) pour la Majorité présidentielle de Xavier Darcos, ainsi que les 178 858 bulletins (15,65 %) et 10 conseillers du MoDem. La participation a toutefois été très faible lors des deux tours : à 49,56 % au premier et 52,91 % au second. Le 7 avril 2010, Alain Rousset est réélu à la présidence de l'ARF.

#### Députation et implantation à Bordeaux
Il est élu député aux élections législatives des 10 et 17 juin 2007,dans la 7e circonscription de Gironde (soit quatre cantons de la banlieue sud-ouest de Bordeaux : ceux de Gradignan, La Brède, Pessac-1 et Pessac-2). Il y avait remplacé le sortant socialiste depuis 1988 et maire de Cestas Pierre Ducout, qui renonçait alors à se représenter contre lui. Dans ce fief de la gauche, il avait été assez nettement élu au second tour face à la candidate de l'UMP, l'adjointe au maire de La Brède Sylvie Dufranc, par 60,46 % des suffrages exprimés contre 39,54 %. À l'Assemblée nationale, il siège au groupe Socialiste, radical, citoyen et divers gauche (SRC), est membre de la Commission de la défense nationale et des forces armées, président du groupe d'études sur l'aéronautique, vice-président de celui de la défense et membre de celui sur la chasse et les territoires, et est vice-président du groupe d'amitié France-Québec. Pour cause de cumul de mandats, il doit alors abandonner ses fonctions de 1er adjoint au maire de Pessac et de président de la Communauté urbaine de Bordeaux. Il est réélu au premier tour des élections législatives du 10 juin 2012 avec 55,51 % des voix. En raison de la loi sur le cumul des mandats, il renonce à se présenter aux élections législatives de 2017.
Ses trois années passées à la tête de la CUB et les bons résultats de la gauche (pourtant battue sur le plan national) aux législatives dans les circonscriptions de l'agglomération bordelaise (6 sur 7, dont celle d'Alain Rousset mais aussi la 2e où la socialiste Michèle Delaunay contre Alain Juppé, revenu l'année précédente sur la scène politique locale et nationale après avoir purgé sa peine d'inéligibilité), le président de la Région est pressenti pour tenter de ravir la mairie de Bordeaux à la droite et à son premier magistrat, Juppé, pour les élections municipales de 2008. Il annonce officiellement sa candidature le 18 octobre 2007. Il forme une liste d'Union de la gauche avec les Verts, le PRG et « Couleurs bordelaises », tandis que le maire sortant réunit autour de lui la quasi-totalité du centre et de la droite (l'UMP mais aussi le MoDem, seul le Nouveau Centre monte une liste distincte). Alain Juppé est finalement réélu dès le premier tour, avec 56,62 % des suffrages exprimés et 50 sièges sur 61, contre 34,14 % et 11 élus à Alain Rousset. Celui-ci démissionne immédiatement de son mandat de conseiller municipal.

#### Président de la région Nouvelle-Aquitaine
Alain Rousset soutient Manuel Valls lors de la primaire du PS en 2017. Il annonce ensuite voter pour Emmanuel Macron dès le premier tour de l'élection présidentielle de 2017.
Le 20 avril 2021, Alain Rousset annonce sa candidature à l'élection régionale en Nouvelle-Aquitaine. Il finit largement en tête du premier tour, remportant un peu plus de 28,8 % des voix. Il est reconduit dans ses fonctions de président de la région le 2 juillet 2021.

#### Affaires judiciaires
Une enquête est ouverte par le Parquet national financier en mars 2021, à la suite d'une plainte de David Angevin, « plume » d'Alain Rousset de 2015 à 2018. Le Président de la Nouvelle-Aquitaine est soupçonné d'avoir financé sa campagne pour les élections régionales de 2015 avec des fonds publics. En septembre 2024, il est mis en examen pour détournement de fonds publics.
L'hôtel de Région est perquisitionné en mai 2021 et plusieurs de ses proches sont placés en garde à vue en mai 2022 pour des soupçons de détournement de fonds publics.
En mai 2024, il demande à la région Nouvelle-Aquitaine de payer ses frais d’avocat et obtient de se faire octroyer la protection fonctionnelle par les élus. En juillet 2025, à la suite d’un dépôt de plainte par Anticor qui lui reproche d’avoir obtenu la protection fonctionnelle, une procédure pour « trafic d’influence et corruption » est ouverte à son encontre par le parquet de Bordeaux.

## Synthèse des résultats électoraux

### Élections régionales
Les résultats ci-dessous concernent uniquement les élections où il est tête de liste.
| Année | Liste              | Liste | Région    | 1er tour | 1er tour | 2d tour | 2d tour   | Sièges obtenus |
| Année | Liste              | Liste | Région    | %        | Rang     | %       | Rang      | Sièges obtenus |
| ----- | ------------------ | ----- | --------- | -------- | -------- | ------- | --------- | -------------- |
| 1998  |                    | PS    | Aquitaine | 31,42    | 1er      |         |           | 28 / 85        |
| 2004  | 38,42              | PS    | Aquitaine | 54,87    | 1er      | 1er     | 57 / 85   |                |
| 2010  | 37,63              | PS    | Aquitaine | 56,33    | 1er      | 1er     | 58 / 85   |                |
| 2015  | Nouvelle-Aquitaine | PS    | 30,39     | 44,27    | 1er      | 1er     | 107 / 183 |                |
| 2021  | Nouvelle-Aquitaine | PS    | 28,83     | 39,51    | 1er      | 1er     | 101 / 183 |                |

### Élections législatives
| Année | Parti | Parti | Circonscription  | 1er tour | 1er tour | 2d tour | 2d tour | Issue |
| Année | Parti | Parti | Circonscription  | %        | Rang     | %       | Rang    | Issue |
| ----- | ----- | ----- | ---------------- | -------- | -------- | ------- | ------- | ----- |
| 2007  |       | PS    | 7e de la Gironde | 42,08    | 1er      | 60,46   | 1er     | Élu   |
| 2012  | 55,52 | PS    | 7e de la Gironde |          |          |         |         | Élu   |

### Élections municipales
Les résultats ci-dessous concernent uniquement les élections où il est tête de liste.
| Année | Liste | Liste | Commune | 1er tour | 1er tour | 2d tour | 2d tour | Sièges obtenus |
| Année | Liste | Liste | Commune | %        | Rang     | %       | Rang    | Sièges obtenus |
| ----- | ----- | ----- | ------- | -------- | -------- | ------- | ------- | -------------- |
| 1989  |       | PS    | Pessac  | 48,05    | 1er      | 53,59   | 1er     | 35 / 45        |
| 1995  | 65,50 | PS    | Pessac  |          |          | 39 / 45 |         |                |
| 2001  | 70,73 | PS    | Pessac  |          |          | 39 / 45 |         |                |

### Élections cantonales
| Année | Parti | Parti | Canton   | 1er tour | 1er tour | 2d tour | 2d tour | Issue |
| Année | Parti | Parti | Canton   | %        | Rang     | %       | Rang    | Issue |
| ----- | ----- | ----- | -------- | -------- | -------- | ------- | ------- | ----- |
| 1988  |       | PS    | Pessac-2 | 43,76    | 1er      | 55,30   | 1er     | Élu   |
| 1994  | 56,70 | PS    | Pessac-2 |          |          |         |         | Élu   |

## Synthèse des mandats et fonctions

### Mandats actuels
- Président du conseil régional de Nouvelle-Aquitaine depuis 2016
- Président de l'Eurorégion Aquitaine-Euskadi

### Anciens mandats

#### Conseil régional d'Aquitaine
- Président du conseil régional d'Aquitaine de 1998 à 2015

#### Conseil municipal de Pessac
- 1er adjoint au maire de Pessac de 2001 à 2007
- Maire de Pessac de 1989 à 2001. Réélu tête de liste PS au premier tour des élections municipales de 2001, il renonce aux fonctions de maire au profit de Pierre Auger.
- Conseiller municipal de Bordeaux : mars 2008

#### Communauté urbaine de Bordeaux
- Président de la communauté urbaine de Bordeaux entre 2004 et 2007
- Vice-président de la communauté urbaine de Bordeaux (1989-2004)

#### Conseil général de la Gironde
- Premier vice-président du conseil général de la Gironde de 1994 à 1998
- Conseiller général du canton de Pessac-2 de 1988 à 1998

### Autres fonctions
- Député de la 7e circonscription de la Gironde  de 2007 à 2017
- Président de l'Association des régions de France de 2004 à 2016
- Président depuis 1989 et cocréateur en 1989 de la Cité Scientifique et technologique de Pessac Bordeaux-Unitec
- Créateur et président depuis 1990 du Festival international du film d'histoire de Pessac
- Président de l'association Priorité TGV Sud Europe Atlantique depuis le 20 juin 2002
- Président de la commission « Arc Atlantique » du 21 juin 2002 au 30 juin 2006
- Tête de liste de la gauche lors des élections municipales de 2008 à Bordeaux.
- Vice-président du Cercle de l'industrie, qui rassemble les Présidents des grandes entreprises industrielles depuis 2012